# 南丁格尔冕状物
南丁格尔冕状物（英語：Nightingale Corona）是在金星北纬63.6°、东经129.5°发现的一座冕狀物，直径471公里，是金星上排位第35大的冕状物。
金星上的冕状物通常以女神命名，但该冕状物被以英国护士弗洛伦斯·南丁格尔命名，原因是首次发现它时，曾误认为是一个火山口，并据此命名。只这是在1983年，接下来，当金星15和金星16飞船上的雷达成像设备更近地观察后，其真正的本质才变得清晰。
不同于圆形的阿尔迈提冕状物，南丁格尔冕状物构造更接近于椭圆和不规则形状。

## 参阅
1. ↑  foulger, p. 850.